# لودويغ دراكسلر
لودويغ دراكسلر (بالألمانية: Ludwig Draxler)‏ (و. 1896 – 1972 م) هو سياسي، ومحامي نمساوي، ولد في فيينا، توفي في فيينا، عن عمر يناهز 76 عاماً.

## مناصب
تولى منصب وزير المالية ‏ (17 أكتوبر 1935–3 نوفمبر 1936)
.